# Noda (Iwate)

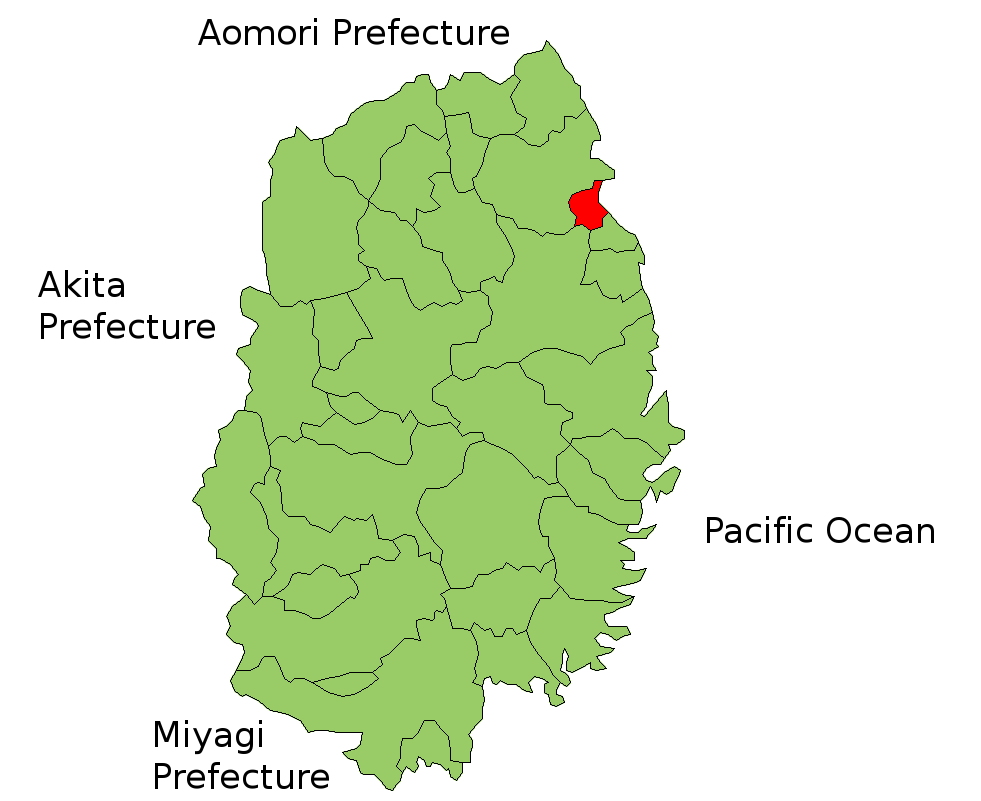
Situering van Noda in de prefectuur Iwate.

Noda (Japans: 野田村; -mura) is een dorp in het District Kunohe in de prefectuur Iwate, Japan.
Op 1 september 2006 had de gemeente 4947 inwoners. De bevolkingsdichtheid bedraagt 61,2 inw./km². De oppervlakte van de gemeente is 80,83 km².